# Peter Zaťko
Peter Zaťko (17. října 1903 Vavrišovo – 10. ledna 1978 Bratislava) byl slovenský a československý ekonom, politik, v březnu 1939 krátce ministr autonomní slovenské vlády, poválečný poslanec Prozatímního Národního shromáždění za Demokratickou stranu. Po roce 1948 byl pronásledovaný komunistickým režimem a vězněný.

## Biografie
Narodil se v rodině zednického mistra. Absolvoval maďarskojazyčnou základní školu v Liptovském Hrádku maďarskojazyčnou měšťanskou školu v Liptovském Svätém Mikuláši a pak studoval obchodní akademii v Turčianském Svätém Martinu. Absolvoval Vysokou obchodní školu v Praze, kde se začal veřejně angažovat v studentských spolcích. V studiích pak pokračoval na Filozofické fakultě Univerzity Karlovy. Pracoval v Československo-maďarské obchodní komoře v Praze. Ve 30. letech se podílel na činnosti nově založeného Národohospodářského ústavu Slovenska. V červnu 1932 se podílel na Sjezdu mladé slovenské generace pořádaném v Piešťanech, kde se prezentoval jako bezpartijní mladý odborník. Sjezd měl vyznění pročeskoslovenské, ale kladl větší důraz na jistou míru autonomie Slovenska.
1. července 1936 ho svým generálním tajemníkem jmenovalo Ústřední sdružení slovenského průmyslu. V roce 1938 se názorově rozešel s mnoha svými kolegy, protože nepřijal Žilinskou dohodu a byl stoupencem užších česko-slovenských vazeb. Byl nicméně v prosinci 1938 zvolen ve volbách do Sněmu Slovenskej krajiny. V březnu 1939 po dobu několika dnů působil jako ministr průmyslu, obchodu a živností a ministr zemědělství autonomní vlády Slovenska ve vládě Karola Sidora. V březnu 1939 odmítl nabídku postu ministra hospodářství Slovenského státu. Jako poslanec slovenského sněmu úspěšně intervenoval u ministra Alexandera Macha, aby stát nepronásledoval baptistické věřící na Slovensku.
Za druhé světové války se podílel na odboji. V srpnu 1943 se účastnil schůzky oficiálních a odbojových slovenských politiků, kterou svolal Vavro Šrobár na chatu Martina Mičury u Bytče, kde se řešily další možnosti státoprávního uspořádání po konci války. Byl členem povstalecké Slovenské národní rady, do které vstoupil za občanský (nekomunistický) blok a podílel se v ní na plánování hospodářských aspektů Slovenského národního povstání.
Po porážce povstání odletěl do Sovětského svazu a na území Slovenska se vrátil v lednu 1945. Po válce stanul před Národním soudem, ale byl zproštěn všech obvinění z kolaborace, naopak byla oceněna jeho činnosti při povstání.
V letech 1945–1946 byl poslancem Prozatímního Národního shromáždění za Demokratickou stranu. Slib ale nesložil a mandát fakticky nevykonával. V parlamentu setrval do parlamentních voleb v roce 1946.
Na podzim 1946 patřil do frakce v rámci Demokratické strany okolo Ivana Pietora, která chtěla sesadit z čela strany předsedu Jozefa Lettricha a nastolit smířlivější kurz vůči KSČ, která po vítězství Demokratické strany ve volbách 1946 stupňovala své útoky na demokraty. Členové frakce neměli za cíl zničit stranu jako nezávislou sílu slovenské politiky ale spíš byli vedeni mylným přesvědčením, že agitace KSČ proti DS je cílena pouze na luteránsko-agrárnické křídlo. Pietorův pokus o zvrat byl každopádně neúspěšný.
V letech 1948–1951 byl generálním dozorcem evangelické církve na Slovensku.
Po únorovém převratu v roce 1948 byla Demokratická strana proměněna na Stranu slovenské obrody jako satelitní formaci závislou na KSČ. Zaťko patřil mezi skupinu funkcionářů Demokratické strany, kteří s převratem nesouhlasili a kteří byli vytlačeni z politického života.
V roce 1952 byl vystěhován z Bratislavy a v roce 1958 zatčen a souzen spolu s dalšími nekomunistickými představiteli Slovenského národního povstání. Rozsudek padl 25. března 1959 a Zaťkovi byl vyměřen trest odnětí svobody na tři roky. Důvodem pro opakované soudní stíhání byly soukromé rozhovory, v nichž Zaťko a ostatní souzení probírali politickou situaci. Soud to kvalifikoval jako podvracení republiky. Historik Jan Rychlík hodnotí tento proces jako snahu komunistického režimu ukázat, že na Slovensku je stále živý separatismus. Propuštěn byl v souvislosti s amnestií roku 1960. Po propuštění žil v ústraní.
V roce 1991 mu byl in memoriam udělen Řád Tomáše Garrigua Masaryka. V roce 2002 mu byl udělen Pribinův kříž.